# Wild Thoughts
"Wild Thoughts" là đĩa đơn thứ tư trong album phòng thu thứ mười - Grateful của nhạc sĩ, DJ người Mỹ Khaled. Ca khúc có sự hợp tác với ca sĩ người Barbados Rihanna, ca sĩ người Mỹ Bryson Tiller và được phát hành vào ngày 16 tháng 6 năm 2017 dưới sự phân phối của hãng đĩa We the Best và Epic Records. Phần ca từ có sự hỗ trợ của ca sĩ người Canada PartyNextDoor trong khi khâu sản xuất được chính tay DJ Khaled thực hiện. Wild Thoughts là sự phối hợp của bộ nhạc cụ gõ phong cách latinh và đàn ghi-ta acoustic dây thép. Phần nền chính của bài hát là những đoạn riff (đoạn nhạc lặp đi lặp lại) mượn từ bản hit Maria Maria năm 1999 của ban nhạc rock Mỹ latinh tên Santana. Về mặt ca từ, bài hát đề cao tinh thần của những người đang yêu, những rung động tình cảm nồng cháy và hoang dại.

## Danh sách bài hát
- Tải kĩ thuật số

1. "Wild Thoughts" (hợp tác với Rihanna và Bryson Tiller) [Explicit] – 3:24
2. "Wild Thoughts" (hợp tác với Rihanna và Bryson Tiller) [Clean] – 3:24

- Streaming – Bee's Knees Dance Remix [1]

1. "Wild Thoughts" (Bee's Knees Dance Remix) (hợp tác với Rihanna và Bryson Tiller) – 3:51

- Streaming – Dave Audé Dance Remix[2]

1. "Wild Thoughts" (Dave Audé Dance Remix) (hợp tác với Rihanna và Bryson Tiller) – 4:43

- Streaming – Medasin Dance Remix[3]

1. "Wild Thoughts" (Medasin Dance Remix) (hợp tác với Rihanna và Bryson Tiller) – 4:35

- Streaming – Mike Cruz Dance Remix[4]

1. "Wild Thoughts" (Mike Cruz Dance Remix) (hợp tác với Rihanna và Bryson Tiller) – 7:17

- Streaming – NOTD Dance Remix[5]

1. "Wild Thoughts" (NOTD Dance Remix) (hợp tác với Rihanna và Bryson Tiller) – 3:09

## Bảng xếp hạng
| Bảng xếp hạng (2017)                            | Vị trí cao nhất |
| ----------------------------------------------- | --------------- |
| Úc (ARIA)                                       | 2               |
| Australian Urban (ARIA)                         | 1               |
| Áo (Ö3 Austria Top 40)                          | 9               |
| Bỉ (Ultratop 50 Flanders)                       | 5               |
| Belgium Urban (Ultratop 50 Flanders)            | 1               |
| Bỉ (Ultratop 50 Wallonia)                       | 20              |
| Belgium Urban (Ultratop 50 Wallonia)            | 4               |
| Canada (Canadian Hot 100)                       | 2               |
| Canada CHR/Top 40 (Billboard)                   | 17              |
| Canada Hot AC (Billboard)                       | 38              |
| Cộng hòa Séc (Singles Digitál Top 100)          | 12              |
| Đan Mạch (Tracklisten)                          | 3               |
| Euro Digital Songs (Billboard)                  | 2               |
| Phần Lan (Suomen virallinen lista)              | 8               |
| France (SNEP)                                   | 2               |
| Trường songid là BẮT BUỘC CHO BẢNG XẾP HẠNG ĐỨC | 4               |
| Greece Digital Songs (Billboard)                | 3               |
| Hungary (Single Top 40)                         | 8               |
| Hungary (Stream Top 40)                         | 7               |
| Ireland (IRMA)                                  | 3               |
| Israel (Media Forest)                           | 1               |
| Ý (FIMI)                                        | 26              |
| Nhật Bản (Japan Hot 100)                        | 90              |
| Latvia (Latvijas Top 40)                        | 17              |
| Lebanon (Lebanese Top 20)                       | 3               |
| Luxembourg Digital Songs (Billboard)            | 5               |
| Malaysia (RIM)                                  | 17              |
| Mexico Ingles Airplay (Billboard)               | 1               |
| Hà Lan (Dutch Top 40)                           | 6               |
| Hà Lan (Single Top 100)                         | 5               |
| New Zealand (Recorded Music NZ)                 | 2               |
| Na Uy (VG-lista)                                | 5               |
| Philippines (Philippine Hot 100)                | 11              |
| Ba Lan (Polish Airplay Top 100)                 | 37              |
| Bồ Đào Nha (AFP)                                | 2               |
| Romania (Media Forest)                          | 5               |
| Scotland (OCC)                                  | 5               |
| Slovakia (Rádio Top 100)                        | 48              |
| Slovakia (Singles Digitál Top 100)              | 3               |
| Slovenia (SloTop50)                             | 17              |
| Tây Ban Nha (PROMUSICAE)                        | 10              |
| Thụy Điển (Sverigetopplistan)                   | 4               |
| Thụy Sĩ (Schweizer Hitparade)                   | 3               |
| Anh Quốc (OCC)                                  | 1               |
| Anh Quốc R&B (OCC)                              | 1               |
| Hoa Kỳ Billboard Hot 100                        | 2               |
| Hoa Kỳ Adult Pop Airplay (Billboard)            | 34              |
| Hoa Kỳ Dance Club Songs (Billboard)             | 9               |
| Hoa Kỳ Hot R&B/Hip-Hop Songs (Billboard)        | 1               |
| Hoa Kỳ Pop Airplay (Billboard)                  | 8               |
| Hoa Kỳ Rhythmic (Billboard)                     | 1               |

## Lịch sử phát hành
| Khu vực  | Thời gian        | Định dạng              | Hãng đĩa         | Ref.   |
| -------- | ---------------- | ---------------------- | ---------------- | ------ |
| Toàn cầu | 16 Tháng 6, 2017 | Tải kĩ thuật số        | We the Best Epic |        |
| Anh Quốc | 16 Tháng 6, 2017 | Rhythmic contemporary  | We the Best Epic | [ 54 ] |
| Hoa Kỳ   | 19 Tháng 6, 2017 | Hot adult contemporary | We the Best Epic | [ 55 ] |
| Hoa Kỳ   | 20 Tháng 6, 2017 | Contemporary hit radio | We the Best Epic | [ 56 ] |
| Ý        | 30 Tháng 6 2017  | Contemporary hit radio | Sony             | [ 57 ] |